# پراوو باردو
پراوو باردو (به بلغاری: Pravo Bardo) یک منطقهٔ مسکونی در بلغارستان است که در شهرستان پتریچ واقع شده‌است.